# Carmen Andrade Perdrix
Carmen Andrade Perdrix (Madrid, 1947) doctora en química industrial, coneguda internacionalment pels seus estudis sobre la corrosió de l'acer en el formigó armat i el disseny i aplicació de tècniques no destructives de mesura de la integritat estructural i la velocitat de corrosió.

## Biografia
En 1969 es va llicenciar en Ciències Químiques per la Universitat Complutense de Madrid i aquest mateix any va començar a treballar com a becària a l'Institut de la Construcción y del Cemento “Eduardo Torroja“ del Consell Superior de Recerques Científiques (CSIC). Es va doctorar en Química Industrial en 1973, també en la UCM, amb la tesi titulada: Nova tècnica electroquímica de mesura de la velocitat de corrosió en formigó armat i pretesat. Ús d'inhibidors de corrosió com a mètode de protecció. En 1979 es va incorporar al CSIC com a Científica Titular. En 1987 va aprovar l'oposició a Professora de Recerca del CSIC, i fins a l'any 2000 va ser l'única dona amb aquest estatus a l'Àrea de Materials. Ha estat Directora de l'Institut de Ciències de la Construcció Eduardo Torroja (CSIC) durant els períodes 1985-1988 i 1993-2003.
Actualment és Cap del Departament de Seguretat i Durabilitat de les Estructures de l'Institut de Ciències de la Construcció Eduardo Torroja i forma part del Grup de Corrosió d'armadures i seguretat estructural.

## Recerca i la seva aplicació
Al llarg de la seva carrera ha seguit la línia ja iniciada en la seva tesi doctoral investigant la durabilitat de les construccions i infraestructures i el tractament de les seves patologies, especialment la corrosió de l'acer en el formigó armat, la seva detecció, i els mètodes de protecció i reparació. En aquest àmbit és autora d'uns 220 articles en revistes i un altre gran nombre de publicacions.
Les seves aportacions més rellevants estan en el disseny i aplicació de tècniques no destructives de mesura de la integritat estructural i la velocitat de corrosió. Sempre treballa connectant la recerca bàsica amb la seva aplicació en situacions concretes.

### Corrosímetre de mesurain situ
Com a conseqüència de l'aplicació pràctica de la recerca duta a terme per Carmen Andrade i el seu grup de recerca, es va desenvolupar un corrosímetre de mesura in situ que va ser patentat pel CSIC en 1990 a Espanya i en 1993 als Estats Units i que actualment és considerat encara el de referència a tot el món. El CSIC ho va seleccionar entre els 20 invents més importants de la seva història i va formar part del llançament del Programa Enginyo 2010 del Govern d'Espanya per estimular la R+D+i.

### Estadi de Maracaná
La utilització del corrosimetre en la inspecció i diagnòstic de l'estat de conservació del mític Estadi de Maracaná (seu de la celebració de la Copa de les Nacions 2012, del Mundial de futbol 2014 i de les properes Olimpíades de 2016) va ser essencial per detectar que, sota l'aparent bon estat del formigó, s'havia produït una notable corrosió de l'armadura, que comprometia greument la seguretat de la instal·lació i el compliment dels terminis de la seva modernització.

### Canal de Panamà
L'aplicació de la mesura de la resistivitat elèctrica del formigó com a paràmetre universal per caracteritzar la seva potencial durabilitat i vida útil ha permès seleccionar els millors dosatges de formigó per aconseguir vides útils d'almenys 100 anys, conèixer la qualitat del formigó gairebé recentment fabricat i, per tant, rectificar amb la producció en continu, a més, és un assaig no destructiu molt fàcil i relativament barat de mesurar. Aquesta tècnica s'està aplicant en la construcció de les noves rescloses del Canal de Panamà, obra en la qual Carmen Andrade col·labora des de 2011. Per la seva aportació innovadora en el projecte del tercer joc de rescloses de l'Ampliació del Canal de Panamà va rebre en 2014, juntament amb els empleats de Sacyr que estan treballant en el projecte, un esment especial en la 4a Edició dels Premis Sacyr a la Innovació.

### Centrals i residus nuclears
Des de 1986 col·labora amb l'Empresa Nacional de Residus Radioactius S.A. (ENRESA) agència nacional pública de gestió dels residus radioactius. En aquesta col·laboració amb ENRESA destaca la formulació bàsica del formigó de les barreres d'enginyeria de l'emmagatzematge de mitjana i baixa activitat del Cabril (Còrdova) i la caracterització i seguiment de la seva durabilitat al llarg dels 20 anys que porta construït l'emmagatzematge. El coneixement dels efectes de la radiació del reactor nuclear sobre els formigons que intervenen en la costrucción d'una central nuclear resulta essencial per als permisos d'extensió de vida de les centrals nuclears.

## Premis i reconeixements
- 2013 Premio W.R. Whitney, considerat el "Nobel” de les obres públiques, i que atorga la National Association of Corrosion Engineers (NEIX)[15][16]
- 2010, 2011 i 2013 Designada vocal del Comitè Assessor: Transferència de Coneixement i Innovació de la Comissió Nacional Avaluadora de l'Activitat Investigadora[17][18][19]
- 2006-2008 Directora General de Política Tecnològica del Ministeri d'Educació i Ciència.[20]
- 2006 Dra. Honoris causa per la Universitat d'Alacant.[21]
- 2003 Dra. Honoris causa per la Universitat de Trondheim (Noruega)[22]
- Premi “Manuel Rocha en Enginyeria Civil” de la Presidència de Portugal[23]
- 1997-2003 Vicepresidenta i Presidenta de la RILEM (Unió Internacional d'Experts i Laboratoris de materials i estructures de Construcció)